# Прегача
Прегача као врста кецеље је један од најраспрострањенијих делова женске народне ношње на територији Србије. Из тог разлога постоји јако пуно различитих података о њој и у литератури и на терену. 
Други називи за прегачу су и прегљача, опрегљача  или прљача  и биле су ткане од вуне и жене су их опасавале преко хаљине сукна. Млађе девојке су често носиле кецељу од куповног платна која се називала прегљача или јако ретко престилка. 

## Изглед и ношење
За ткање прегача су се користиле разне технике преткивања чунком. Најстарија је била израђена око 1925. године у Доњој Коритници и за ову прегачу је коришћена техника ткања у четири нити од црне вуне. Имала је облик равне правоугаоне површине што указује на трагове старих облика прегача прављених од ваљаног сукна која је забележена у литератури. Ипак новину су представљали украсни цветни мотиви који су се налазили на доњем делу прегаче везени вуницом разних боја. 
У Горњој Глами је сакупљен пример прегаче израђене 1940. године,такође правоугаоног облика и користиле су је старије жене за свакодневне потребе.  Ова прегача је имала ретке попречне пруге светлих боја и била је исткана преткивањем потке која је двобојна- вишњеве и црне вуне.
Други облик прегача представљају две опрегљаче из Клисуре и Шљивовика које су широке и дугачке, састављене по дужини од две попречне поле, широке и дугачке и ткане на уздужне пруге од разнобојног памука украшене ситним орнаментима. Ове прегаче су носиле младе жене у свечаним приликама све до пред Други светски рат када су почеле да их замењују кецеље које су биле шивене од дезенираних или једнобојних куповних тканина и украшаване при дну са карнером или везом разнобојних вуница. 
Сачуване прегаче које се налазе у збирци Етнографског музеја у Београду сведоче о разноликости овог дела народне ношње. 